# Солонцы (Иркутская область)
Солонцы — село в Нижнеудинском районе Иркутской области

## География
Село находится в 7 км от Шумского.

## Население
По данным Всероссийской переписи населения 2010 года население НП составило 316 человек

## Власть
Село в административном плане относится к Солонецкому муниципальному образованию Нижнеудинского района
Иркутской области